# Gamma Piscium
Gamma Piscium (Simmah, 6 Piscium) é uma estrela na direção da constelação de Pisces. Possui uma ascensão reta de 23h 17m 09.49s e uma declinação de +03° 16′ 56.1″. Sua magnitude aparente é igual a 3.70. Considerando sua distância de 131 anos-luz em relação à Terra, sua magnitude absoluta é igual a 0.68. Pertence à classe espectral G7III.